# Сетон-Лейк 5
Сетон-Лейк 5 (англ. Seton Lake 5) — індіанська резервація в Канаді, у провінції Британська Колумбія, у межах регіонального округу Сквоміш-Лілует.

## Населення
За даними перепису 2016 року, індіанська резервація не ма постійного населення.

## Клімат
Середня річна температура становить 5°C, середня максимальна – 19,1°C, а середня мінімальна – -11,3°C. Середня річна кількість опадів – 511 мм.
| Клімат поселення                              | Клімат поселення | Клімат поселення | Клімат поселення | Клімат поселення | Клімат поселення | Клімат поселення | Клімат поселення | Клімат поселення | Клімат поселення | Клімат поселення | Клімат поселення | Клімат поселення | Клімат поселення |
| Показник                                      | Січ.             | Лют.             | Бер.             | Квіт.            | Трав.            | Черв.            | Лип.             | Серп.            | Вер.             | Жовт.            | Лист.            | Груд.            |                  |
| Середній максимум, °C                         | 0,22             | 2,80             | 6,02             | 10,01            | 14,48            | 18,46            | 18,90            | 19,06            | 14,62            | 8,86             | 2,23             | −2,08            |                  |
| Середня температура, °C                       | −5,57            | −2,97            | 0,24             | 4,23             | 8,70             | 12,69            | 15,67            | 15,83            | 11,38            | 5,63             | −0,99            | −5,32            |                  |
| Середній мінімум, °C                          | −11,34           | −8,74            | −5,54            | −1,54            | 2,93             | 6,92             | 12,46            | 12,62            | 8,16             | 2,41             | −4,22            | −8,54            |                  |
| Норма опадів, мм                              | 55               | 35               | 28               | 29               | 39               | 45               | 44               | 36               | 33               | 45               | 62               | 60               |                  |
| Середньомісячна швидкість вітру, м/с          | 2.11             | 2.22             | 2.53             | 2.78             | 2.60             | 2.49             | 2.32             | 2.12             | 2.03             | 2.25             | 2.28             | 2.14             |                  |
| Середньомісячна сонячна радіація, кДж/м²·день | 3137             | 6284             | 10739            | 15596            | 19187            | 20824            | 21733            | 18473            | 12962            | 7209             | 3449             | 2461             |                  |
| --------------------------------------------- | ---------------- | ---------------- | ---------------- | ---------------- | ---------------- | ---------------- | ---------------- | ---------------- | ---------------- | ---------------- | ---------------- | ---------------- | ---------------- |
| Джерело:                                      |                  |                  |                  |                  |                  |                  |                  |                  |                  |                  |                  |                  |                  |